# 萊德喬治中國基金
萊德喬治中國基金股份有限公司(LG China Fund Limited)，前稱「LG-SC China Fund Limited」、「Lloyd George-Standard Chartered China Fund Limited 」及「萊德喬治渣打中國基金股份有限公司」(港交所除牌當時為0509.HK)，業務投資中國專門投資在中國任何交易所上市之證券，亦投資在中國註冊成立、在中國有重要資產或在中國獲取大量盈利之公司。本公司之資產主要投資於股票及與股票相關之工具，例如可換股債券及認股權證。而在2006年7月5日退出香港股市。
已開始轉移至愛爾蘭證券交易所上市，是以LG China Fund plc作交易。

## 事件
在2006年6月24日在股東特別大會通過退出香港股市，同時已清盤。
原因為未能符合交易所條例，加上交易買賣情況偏低。

## 連結
- 本公司除牌消息（一）
- 本公司除牌消息（二）
- WEBB-SITE.COM提供資料 （页面存档备份，存于）
- lloydgeorge.com （页面存档备份，存于）
- 愛爾蘭交易所資料 （只提供英文版本）[永久]